# Jacob Sørensen (futbolista nacido en 1998)
Jacob Lungi Sørensen (Esbjerg, 3 de marzo de 1998) es un futbolista danés que juega en la demarcación de centrocampista en el SK Brann de la Eliteserien.

## Biografía
Tras formarse como futbolista en las categorías inferiores del Esbjerg fB, en la temporada 2015/16 subió al primer equipo. No fue hasta el 1 de diciembre de 2016 la fecha de su debut, haciéndolo contra el Odense BK. Tras cuatro años en el club danés, finalmente el 20 de julio de 2020 se marchó traspasado al Norwich City F. C. para los próximos tres años. El 27 de octubre de 2020 debutó con el primer equipo en la EFL Championship contra el Brentford F. C. El encuentro finalizó con un resultado de empate a uno.

## Clubes
Actualizado al último partido disputado en la temporada 2024-25.
| Club               | País       | Año       | Partidos | Goles |
| ------------------ | ---------- | --------- | -------- | ----- |
| Esbjerg fB         | Dinamarca  | 2016-2020 | 117      | 8     |
| Norwich City F. C. | Inglaterra | 2020-2025 | 110      | 4     |
| SK Brann           | Noruega    | 2025-     |          |       |

## Palmarés

### Campeonatos nacionales
| Título           | Club               | País       | Año  |
| ---------------- | ------------------ | ---------- | ---- |
| EFL Championship | Norwich City F. C. | Inglaterra | 2021 |